# San Miguel Piru
San Miguel Piru  är en ort i kommunen Otzoloapan i delstaten Mexiko i Mexiko. Samhället hade 276 invånare vid folkräkningen år 2020.